# Ein gebildeter Hausknecht
Ein gebildeter Hausknecht, auch Der gebildete Hausknecht oder Verfehlte Prüfungen, ist eine Posse in einem Akt von David Kalisch. Dieses Stück wurde für die Wiener Aufführung von Johann Nestroy bearbeitet und als Benefizabend für Nestroys Kollegen Wilhelm Knaack im Carltheater uraufgeführt.

## Inhalt
Frohberg soll Bernhard dabei helfen, die eheliche Treue seiner Gattin Auguste zu prüfen. Er macht ihr deshalb – allerdings vergeblich – den Hof. Der Hausknecht Knitsch, stolz auf seine angeblichen Französischkenntnisse, prahlt Frohberg gegenüber mit seinen Amouren, über die er ein eigenes Album mit Versen seiner „Geliebten“ angelegt hat.
„Blumen welken - Kühe melken,
aber unsere Freundschaft nicht!“ (Dritte Szene)
Frohberg fragt den Prahler aus, ob dieser etwas über Seitensprünge von Auguste wisse, was dieser nach einigem Zögern bejaht. Es stellt sich heraus, dass Knitsch glaubt, Auguste sei in ihn verliebt. Die harsche Behandlung durch sie interpretiert er als Maskerade ihrer Zuneigung und Eifersucht.
„Ein himmlisches Weib! Aber nur nicht so gräßlich eifersüchtig, wenn sie wär'! Sie kann nicht vertragen, wenn ich nur red' mit einer!“ (Fünfte Szene)
Als Frohbergs Gattin Rosa, eine Jugendfreundin Augustes, ankommt und ebenfalls Knitsch von oben herab behandelt, sieht dieser auch darin einen versteckten Liebesbeweis. Da er seine Kindheit im Elsass verbracht hatte, radebrecht er ein wenig Französisch:
„Ja das Französische hat halt so reizende Klänge,
Rendre, prendre, entendre, descendre, schnederedeng.“ (Couplet in der sechzehnten Szene)
Rosa ist mit ihrem Gatten unglücklich, der sie als schwierig und launisch bezeichnet. Als sie nun von Auguste erfährt, Frohberg habe dieser den Hof gemacht, ist sie entrüstet. Bernhard erzählt inzwischen Frohberg von einer Reisebekanntschaft, einer angeblichen Inspektoren-Witwe, die in Wirklichkeit allerdings Rosa war.
Die beiden Frauen schmieden einen Racheplan gegenüber ihren beiden scheinbar ungetreuen Ehemännern. Als Frohberg neuerlich versucht, sich Auguste zu nähern, weist sie ihn diesmal nicht ab, sondern kokettiert eifrig mit ihm. Bernhard entdeckt die beiden und ist krank vor Eifersucht, obwohl das Ganze ja eigentlich sein Plan war. Doch es löst sich schließlich alles in Wohlgefallen auf und die beiden Gattinnen verzeihen ihren um Nachsicht bettelnden Ehemännern. Nur Knitsch, noch immer der Meinung, die beiden wären in ihn verliebt, ist etwas enttäuscht, tröstet sich aber:
„Am Ende ist es besser so, mir bleibt ja der stille Triumph des Gebildeten.“ (Neunzehnte Szene)

## Werksgeschichte
1823 verfasste Friedrich Josef Korntheuer die Posse Alle sind verliebt. David Kalisch schrieb 1858 für das Königsstädtische Theater in Berlin eine Posse nach dieser Vorlage unter dem Titel Der gebildete Hausknecht oder Verfehlte Prüfungen. Diese wurde noch im selben Jahr für das Wiener Carltheater von Johann Nestroy bearbeitet und am 11. September 1858 als Ein gebildter Hausknecht uraufgeführt. Der Autor spielte den Hausknecht Knitsch; es gab insgesamt 60 Aufführungen in Wien.
Das Theatermanuskript des Deutschen Volkstheaters in Wien trägt auf der Titelseite die Bezeichnung: „Ein gebildeter Hausknecht. Posse von Joh. Nestroy“. Auch heute noch wird bei neueren Aufführungen – vor allem in Österreich – wegen der Zugkraft des Namens manchmal Nestroy als Autor genannt.

## Zeitgenössische Rezeptionen
Die Zeitungskritiken bei der Wiener Erstaufführung waren nahezu durchwegs positiv und belegten die dominierende Stellung Nestroys als Komödiant im Theaterleben der Stadt.
Die Presse vom 12. September 1858 (11. Jahrgang, Nr. 209) vermerkte:
„Nestroy hat zwar den Dünkel des gebildet sein wollenden Berliner Hausknechts weniger hervorgekehrt, dafür aber eine echt wienerische Figur mit unzähligen komischen Nüancen geschaffen, so zwar, daß er nach jeder Szene, besonders aber nach dem halb-französischen Couplet, stürmisch gerufen wurde. Die Piece dürfte sehr oft gegeben werden.“
Der Humorist von Moritz Gottlieb Saphir stellte ebenfalls am 12. September (22. Jahrgang, Nr. 200) fest:
„Nestroy ist als Komiker immer groß, als ‚gebildeter Hausknecht‘ jedoch, der alle Weiber in sich verliebt glaubt, sollte er richtiger Professor an der Hochschule der Heiterkeit heißen. Wer da nicht lachen lernt, bleibt ein Griesgram sein Leben lang. […] Fräulein Zöllner spielte allerliebst.“
In der Wiener Theaterzeitung von Adolf Bäuerle (16. September, 51. Jahrgang) wurde ebenfalls besonders der Schauspieler gelobt:
„Zu Anfang dieses Jahres stöberte sie [gemeint ist Korntheuers Stück] Kalisch aus alten Theater-Manuscripten auf und bearbeitete sie so wirksam, daß Nestroy, als er den ‚Gebildeten Hausknecht‘ in Berlin darstellen sah, dieses neubearbeitete Stück ankaufte, es für Wien, namentlich was die Hauptrolle betrifft, abermals bearbeitete und den ‚gebildeten Hausknecht‘ selbst darstellte. […] Bei dem Vorlesen der von Nestroy gedichteten Stammbuch-Verse applaudierte man nicht nur, sondern man jauchzte Beifall. Das französische Couplet Nestroy's veranlaßte gleichsam ein Peloton-Feuer von Applaus.“

## Spätere Interpretationen
Neuere Literaturwissenschaftler schätzen Nestroys Autoren-Anteil am Werk als eher gering ein.
Bei Otto Rommel wird festgestellt:
„Es ist nicht ausgeschlossen, daß Nestroy auf den Dialog von ‚Ein gebildeter Hausknecht‘ […] Einfluß genommen hat, von einer Bearbeitung kann aber wohl kaum gesprochen werden.“
Otto Basil sprach sich eindeutig gegen Nestroys Urheberschaft, nicht aber gegen seine Bearbeitung, an diesem Stück aus:
„Die ‚Tannhäuser‘-Parodie […] darf ebensowenig als ein Werk Nestroys gelten wie ‚Zwölf Mädchen in Uniform‘ oder ‚Ein gebildeter Hausknecht‘.“
Gustav Pichler behauptet dagegen, dass
„[…] alles, was noch heute an der Posse erheiternd und witzig ist, nur von Nestroy stammen kann, während die Autorschaft D. Kalischs an den Rahmenszenen nicht bestritten werden soll.“